# Onthophagus neofurcatus
Onthophagus neofurcatus là một loài bọ cánh cứng trong họ Bọ hung (Scarabaeidae).